# Neurachne alopecuroides
Neurachne alopecuroides är en gräsart som beskrevs av Robert Brown. Neurachne alopecuroides ingår i släktet Neurachne och familjen gräs. Inga underarter finns listade i Catalogue of Life.